# Hollywood Records
Hollywood Records је америчка дискографска кућа Disney Music Group-а. Кућа се усредсређује на поп, рок, алтернативни рок, хип хоп и кантри жанрове, а специјализована је за зреле плоче који нису погодне за водећу кућу, Walt Disney Records.
Основан 1. јануара 1990. године, његов тренутни списак садржи извођаче као што су Џордан Фишер, Queen, Ocean Park Standoff, Dreamers, Беа Милер, Тини, Breaking Benjamin, Хорхе Бланко, Оливија Холт, Софија Карсон, New Hope Club, Joywave, Area21, CB30, Лејн Харди и Temecula Road. Кућа такође објављује саундтреке студија Marvel Studios, 20th Century Studios, Searchlight Pictures, ABC, National Geographic, Hulu, FX и ESPN по аквизицијама које је вршио The Walt Disney Company.